# Jacques Monestès
Pour les articles homonymes, voir Monestès.
Jacques Louis Monestès, né le 26 février 1856 à Laplume, et mort le 31 mars 1915 à Dijon, est un prélat catholique français.

## Biographie
Jacques Louis Monestès est né le 26 février 1856, à Laplume, en Lot-et-Garonne.
Il est ordonné prêtre en mai 1880, et exerce son sacerdoce, comme vicaire à l'église Saint-Hilaire d'Agen, puis comme curé, à Aubiac et Clairac. Il est aussi fait chanoine, en 1903.
Il est nommé évêque de Dijon, le 11 août 1911, consacré le 1er octobre 1911, par Hector Sévin, évêque de Châlons.
Il meurt le 31 mars 1915 à Dijon, en Côte-d'Or.

## Publications
Jacques Monestès est l'auteur de plusieurs panégyriques portant sur des figures du catholicisme, dont :
- Sainte Foy, vierge et martyre d'Agen (1887)
- Panégyrique du bienheureux Chanel (1890)
- Panégyrique de saint Phébade (1890)
- Les Chrétiens des premiers siècles et Bossuet en face des pouvoirs publics (1895)
- Sainte Philomène et son œuvre apostolique (1895)
- Jésus-Christ et l'Eglise en face de l'ouvrier, l'ouvrier en visage de l'Eglise et de Jésus-Christ (1897)
- Le vénérable curé d'Ars (1898)
- La sainteté Dans Lacordaire (n.d.)